# Сялахама
Сялахама (кит. 夏拉哈马站, пін. Xiàlāhāmǎ Zhàn) — залізнична станція в КНР, розміщена на Цзінін-Ерляньській залізниці між станціями Гоербеньаобао і Ціхажигету.
Розташована в хошуні Сунід – Правий стяг (аймак Шилін-Гол, автономний район Внутрішня Монголія). Відкрита в 1989 році.